# Chan Dannun
Chan Dannun (arab. خان دنون) – miasto w Syrii, w muhafazie Damaszek. W 2004 roku liczyło 8727 mieszkańców.